# 葡萄遠環蚓
葡萄遠環蚓（学名：Amynthas uvaglandularis）为巨蚓科遠環蚓屬下的一个种。